# Ted Morgan (bokser)
Ted Morgan, właśc. Edward Morgan (ur. 5 kwietnia 1906 w East Ham w Londynie, zm. 22 listopada 1952 w Wellington) – nowozelandzki bokser, złoty medalista IO.

## Życiorys
W roku 1928 wziął udział w Igrzyskach Olimpijskich w Amsterdamie gdzie w wadze półśredniej kolejno pokonał: Selfrida Johanssona ze Szwecji (KO 2 r.), Romano Canevę z Włoch (na punkty). W półfinale wygrał z Francuzem Robertem Galataudem na punkty. W meczu o złoty medal pokonał na punkty Argentyńczyka Raúla Landiniego.
W latach 1925 i 1927 był mistrzem Nowej Zelandii w wadze lekkiej. W karierze amatorskiej rozegrał 28 walk z czego wygrał 26 a przegrał dwie.
W roku 1929 przeszedł na zawodowstwo. Rozegrał 24 walki. Wygrał 11 (5 przez KO), 11 przegrał (7 przez KO) a 2 były nierozstrzygnięte). W latach 1931-34 był mistrzem Nowej Zelandii w wadze półśredniej.
Jego żona, Norma Wilson, była lekkoatletką.
| Przebieg kariery zawodowej |                        |                              |           |                                                                   |
| Data                       | Miejsce                | Przeciwnik                   | Wynik     | Opis                                                              |
| 28.09. 1929                | H.M. Theatre Dunedin   | Steve Hughes · Nowa Zelandia | W KO 5r   | Pierwsza walka zawodowa                                           |
| 20.08. 1931                | W.S.Stadium Wellington | Reg Trowern · Nowa Zelandia  | W TKO 15r | Zdobywa wakujący tytuł mistrza Nowej zelandii w wadze półśredniej |
| 9.10. 1934                 | Opera Haus Oamaru      | Don Stirling · Nowa Zelandia | P TKO 15r | Ostatnia walka zawodowa Utrata tytułu mistrza Nowej Zelandii      |